# Chad Marshall
Chad Marshall (22 de agosto de 1984, Riverside, Califórnia) é um futebolista estadunidense que joga como defensor central para o Seattle Sounders FC na   Major League Soccer.